# Cromozomul uman 1
Cromozomul 1 este cel mai mare cromozom uman. Oamenii au în mod normal o pereche de cromozom 1, așa cum au pentru toți autozomii, care nu sunt cromozomii sexului. Cromozomul 1 are o anvergură de 247 milioane nucleotide în perechi, care sunt unitățile de bază de informații pentru ADN. Reprezintă 8 % din totalul de ADN din celulele umane.
Identificarea genelor la fiecare cromozom este un domeniu activ al cercetării genetice. Se crede cromozomul 1 a avea 4.220 de gene, depășind previziuni anterioare bazate pe mărimea acestuia. A fost ultimul cromozom complet, înșiruit la 20 de ani după începerea Proiectului genomului uman.
Numărul de polimorfisme uni-nucleotidice este de 740.000.